# Amherst (Ohio)
Amherst es una ciudad ubicada en el condado de Lorain en el estado estadounidense de Ohio. En el Censo de 2010 tenía una población de 12021 habitantes y una densidad poblacional de 651,78 personas por km².

## Geografía
Amherst se encuentra ubicada en las coordenadas 41°24′19″N 82°13′54″O / 41.40528, -82.23167. Según la Oficina del Censo de los Estados Unidos, Amherst tiene una superficie total de 18.44 km², de la cual 18.29 km² corresponden a tierra firme y (0.83%) 0.15 km² es agua.

## Demografía
Según el censo de 2010, había 12021 personas residiendo en Amherst. La densidad de población era de 651,78 hab./km². De los 12021 habitantes, Amherst estaba compuesto por el 95.66% blancos, el 0.71% eran afroamericanos, el 0.22% eran amerindios, el 0.69% eran asiáticos, el 0.02% eran isleños del Pacífico, el 0.97% eran de otras razas y el 1.73% pertenecían a dos o más razas. Del total de la población el 5.26% eran hispanos o latinos de cualquier raza.